# Le Grand Mezze
Le Grand Mezze est une pièce de théâtre montée par Édouard Baer et François Rollin au théâtre du Rond-Point à Paris, représentée pour la première fois le 29 septembre 2002.

## Historique
Présenté au Théâtre du Rond-Point pour la première fois en septembre 2002, il s’est rapidement imposé comme un rendez-vous mensuel incontournable de la scène parisienne.
Cette formule a été reconduite aux mois de septembre, octobre et novembre 2003. Face au succès remporté, 13 représentations ont été données du 16 au 31 décembre 2003 devant 9 500 spectateurs. La dernière représentation sera enregistrée pour la télévision le 31 décembre 2003.

## Distribution
- Édouard Baer
- François Rollin
- Macadam Tap
- Piccolo
- Travis Bürki
- Fred Tousch

## Invités
- Mélanie Laurent